# Ахенкірх
Ахенкірх (нім. Achenkirch) — громада округу Швац у землі Тіроль, Австрія.
Ахенкірх лежить на висоті 916 м над рівнем моря і займає площу 135,95 км². Громада налічує 2156 мешканців.
Густота населення 16/км².
Громада Ахенкірх складається із кількох сіл, розкиданих у долині Ахенського озера. Територія громади межує з Баварією.
|                                   |
| Ахенкірх на мапі округу та землі. |

 Адреса управління громади: Rathaus 387, 6215 Achenkirch.